# Eisbrecher (álbum)
Eisbrecher es el álbum debut de la banda alemana Eisbrecher, lanzado a la venta el 26 de enero de 2004, con ZYX Music en Europa, y con Dancing Ferret Discs Inc. en América. Los empaques originales incluían un DVD multimedia multi región.

## Lista de canciones
| N.º | Título                    | Traducción                       | Duración |  |
| 1.  | «Polarstern»              | Estrella polar                   | 2:32     |  |
| 2.  | «Herz Steht Still»        | (El) Corazón se queda silencioso | 3:55     |  |
| 3.  | «Willkommen im Nichts»    | Bienvenidos a la nada            | 4:08     |  |
| 4.  | «Schwarze Witwe»          | Viuda negra                      | 3:52     |  |
| 5.  | «Ruhe (Instrumental)»     | Calma                            | 4:17     |  |
| 6.  | «Angst?»                  | ¿Miedo?                          | 4:17     |  |
| 7.  | «Fanatica»                | Fanática                         | 3:22     |  |
| 8.  | «Taub - Stumm - Blind»    | Sordo - Mudo - Ciego             | 5:14     |  |
| 9.  | «Dornentanz»              | Baile de Espinas                 | 4:14     |  |
| 10. | «Hoffnung (Instrumental)» | Esperanza                        | 2:17     |  |
| 11. | «Eisbrecher»              | Rompehielos                      | 4:04     |  |
| 12. | «Frage»                   | Pregunta                         | 4:20     |  |
| 13. | «Zeichen der Venus»       | Signo de Venus                   | 4:09     |  |
| 14. | «Mein Blut»               | Mi Sangre                        | 4:24     |  |
| 15. | «Sakrileg 11»             | Sacrilegio 11                    | 4:22     |  |
| 16. | «Fanática (Club Mix)»     |                                  | 5:15     |  |